# کوکوی ماداگاسکاری
کوکوی ماداگاسکاری (نام علمی: Cuculus rochii)، که همچنین به عنوان کوکوی کوچک ماداگاسکاری شناخته می‌شود، گونهٔ از کوکوها از تیرهٔ (Cuculidae) است. اگرچه تنها در ماداگاسکار زادآوری می‌کند، اما فصل غیرزادآوری را در تعدادی از کشورهای منطقه دریاچه‌های بزرگ آفریقا و جزایر اقیانوس هند سپری می‌کند: بوروندی، جمهوری دموکراتیک کنگو، ماداگاسکار، مالاوی، رواندا، آفریقای جنوبی، اوگاندا و زامبیا.